# Maximiliano de Brito
Maximiliano de Brito (* 1953 in Espírito Santo do Pinhal, SP, Brasilien) ist ein brasilianischer Pianist.
De Brito studierte an der bundesstaatlichen Universität von Uberlândia, MG, (Brasilien). Unmittelbar nach seinem Examen als Konzertpianist übernahm er eine Professur für die Fächer Klavier und Kammermusik an derselben Universität. Es folgten weitere Studien im Bereich der vergleichenden Musikwissenschaften in Brasilien und Deutschland.
Ein Schwerpunkt seiner künstlerischen Tätigkeit liegt auf der Verbreitung der música erudita brasileira außerhalb Brasiliens.
Neben  Auftritten als Pianist und Dirigent wirkt de Brito vor allem im Bereich der Liedbegleitung. Unter dem Namen Duo Brasileiro trat er zusammen mit Renato Mismetti in den  Konzerthäusern Europas auf.